# Flow Festival
Pour les articles homonymes, voir Flow.
Flow Festival ou Flow est un festival de musique et de culture urbaine qui se tient à Suvilahti à Helsinki en Finlande.

## Présentation
La musique présentée au Flow Festival est une sélection diversifiée d'artistes allant du rock indépendant à la soul et au jazz et des musiques du monde aux sons des clubs contemporains.
En plus de présenter de la musique, le Flow Festival s'est investi massivement dans les arts visuels et la culture urbaine
En 2019, le festival a accueilli 83 000 spectateurs.

## Lieu du festival
Le premier festival a eu lieu dans les entrepôts de VR-Yhtymä Oy qui étaient situés approximaivement à l'emplacement de la Maison de la musique d'Helsinki et de la place Kansalaistori.
Depuis 2007, le festival Flow est organisé dans la zone industrielle de Suvilahti dans le quartier Kalasatama.
L'adresse du festival est: Parrukatu, 00540 Helsinki.
Il est desservi par la station de métro Sörnäinen, les bus 
desservant Suvilahti et Sörnäinen.
Les arrêts de Tramway d'Helsinki sont: Karhupuisto, Kaarlenkatu, Urheilutalo et Helsinginkatu.

## Artistes invités

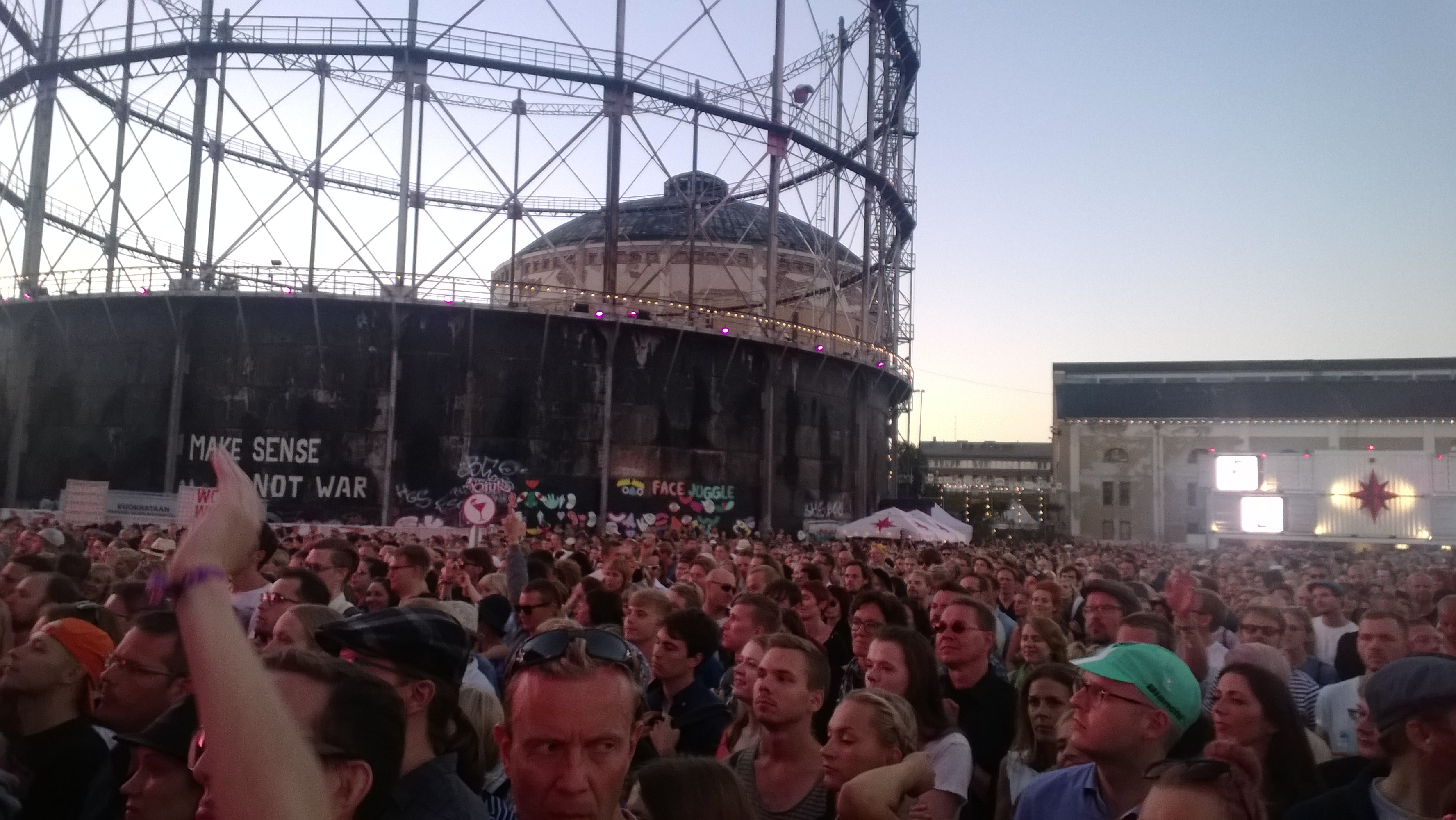
Flow Festival 2015 in Helsinki.

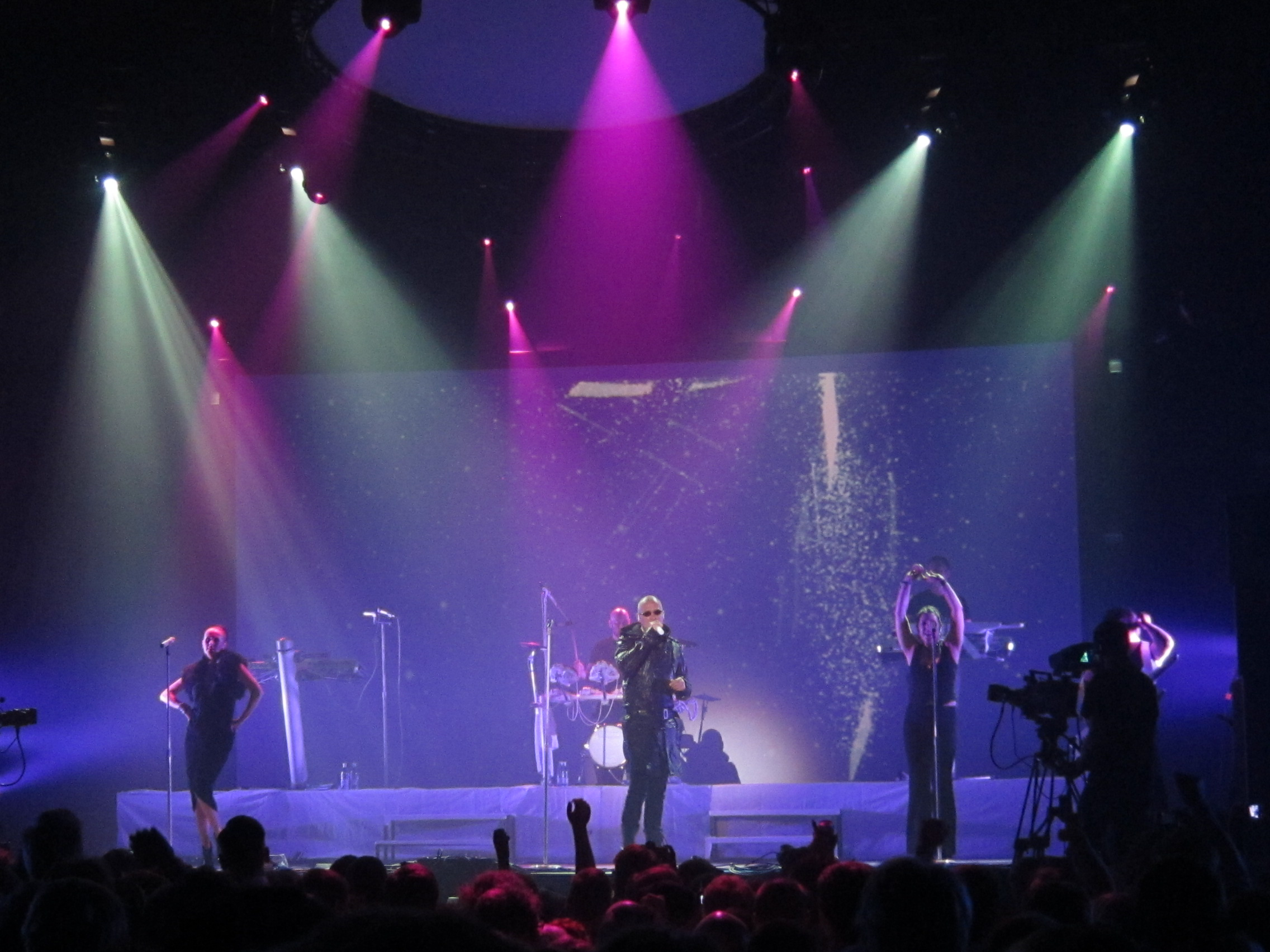
The Human League en 2011.

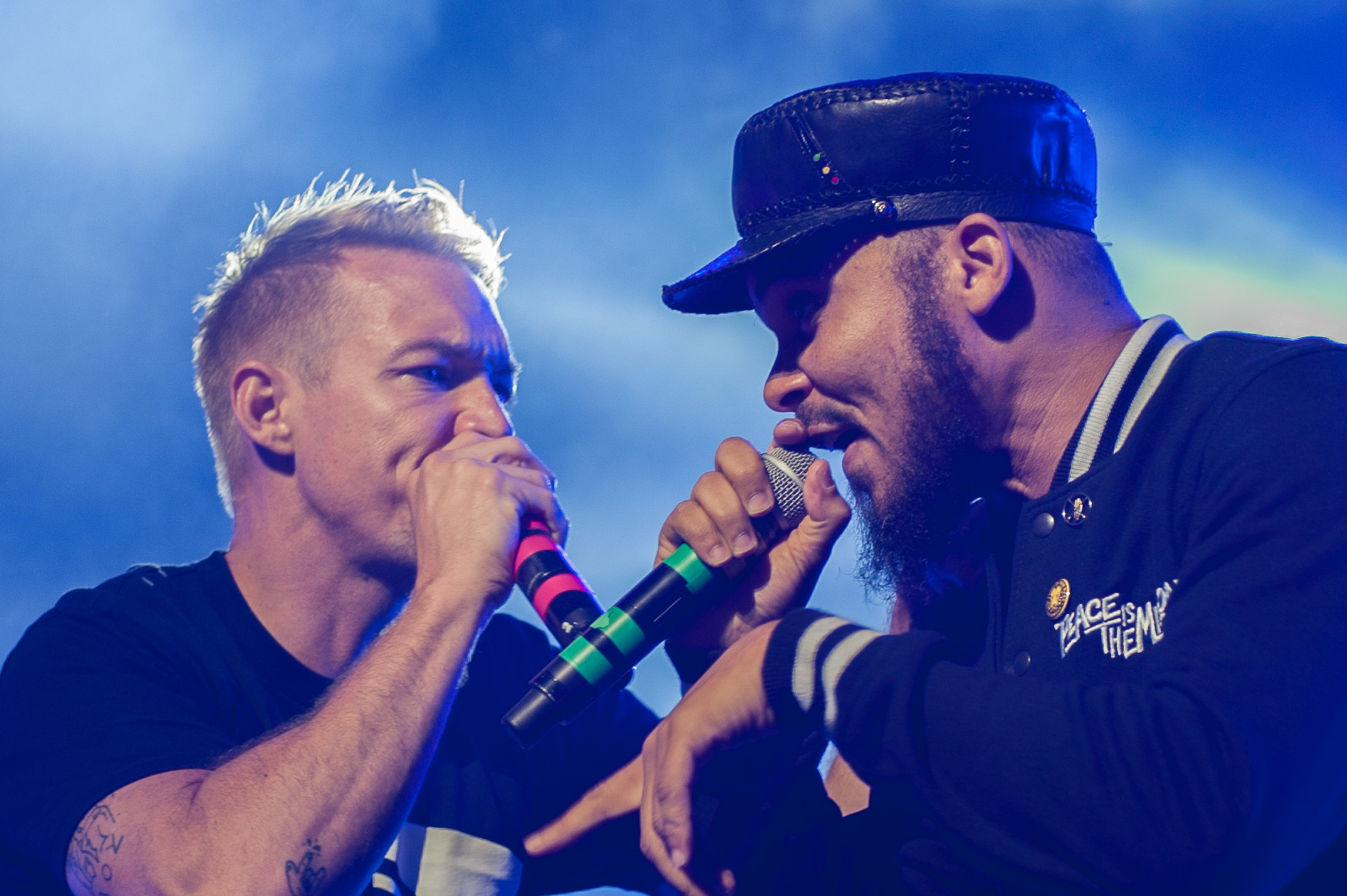
Major Lazer en 2015.

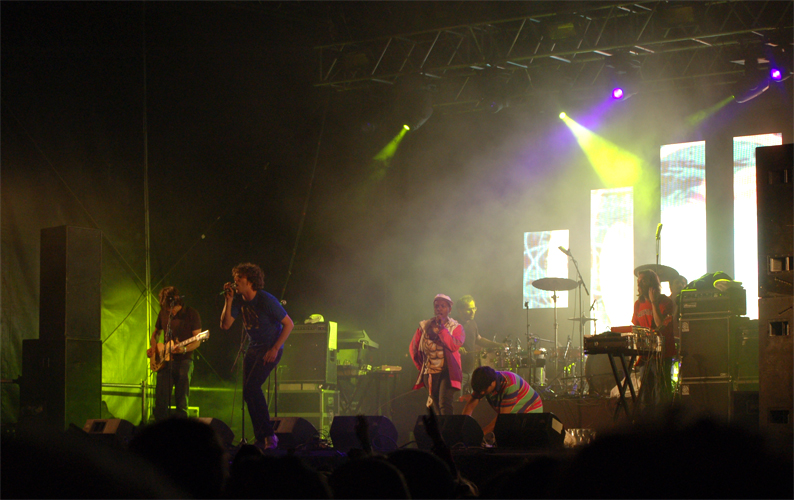
!!! en 2017.

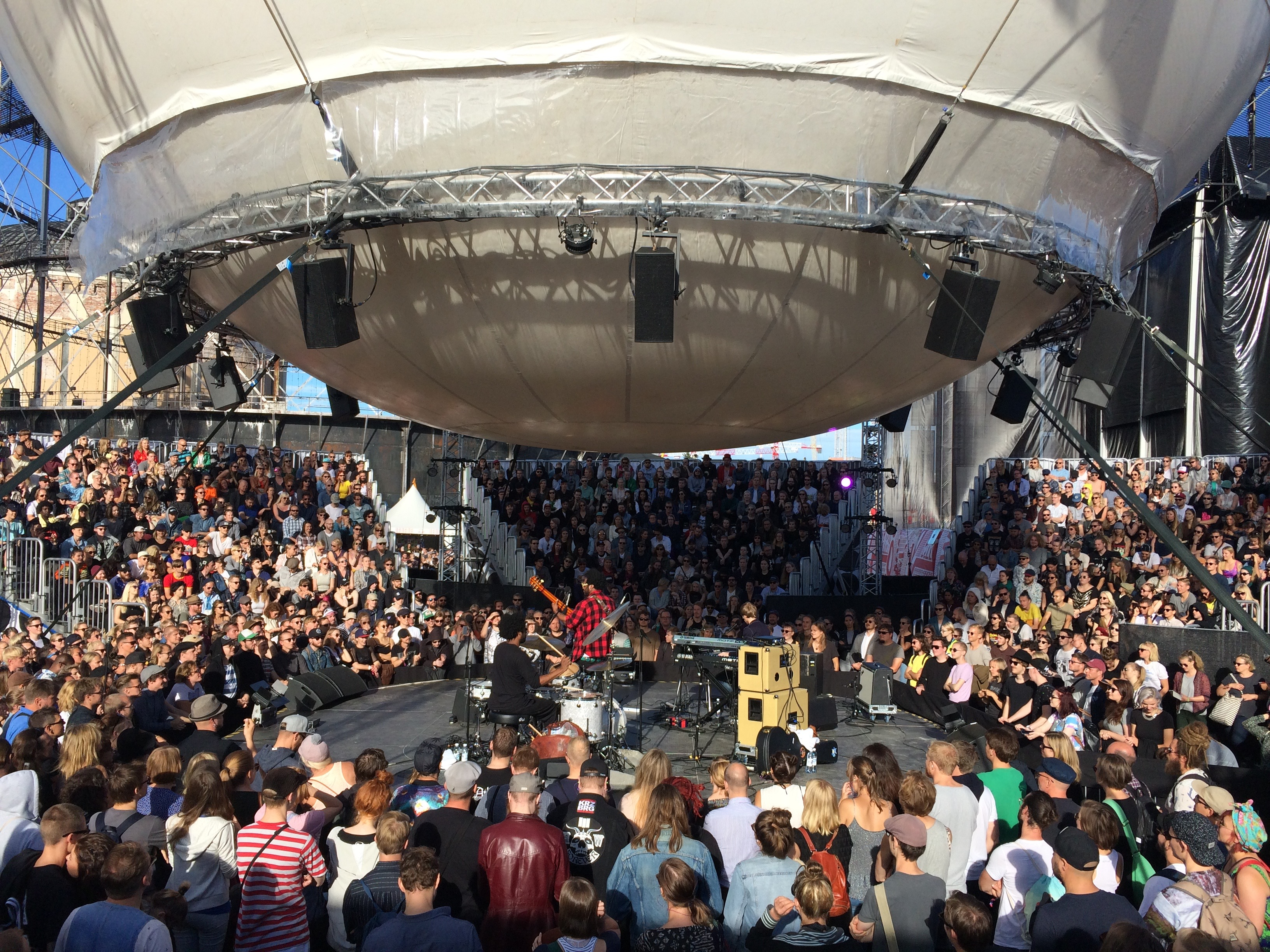
Thundercat en 2016.

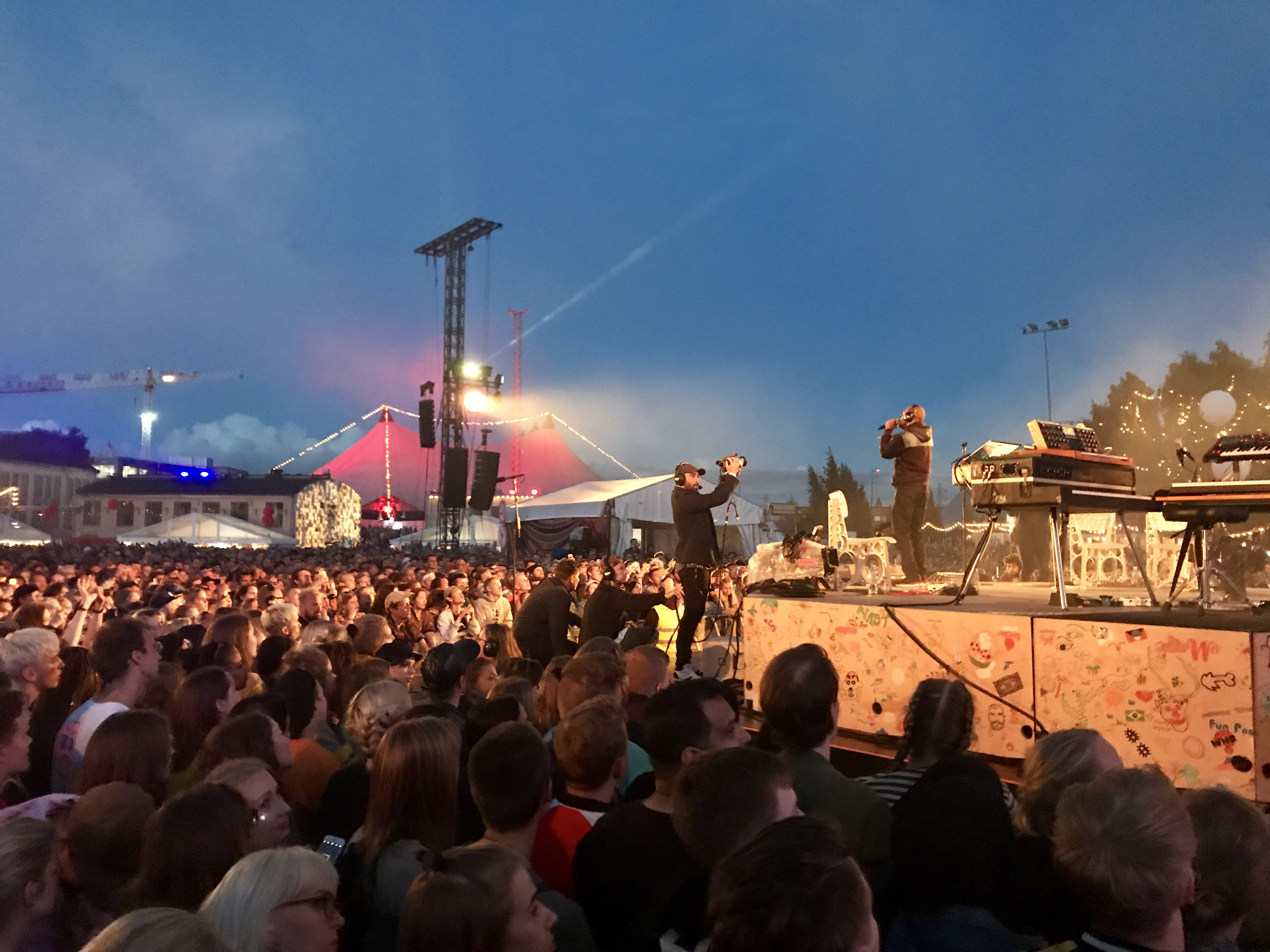
Frank Ocean en 2017.

| Date | Principaux invités | Réf.   |
| ---- | --- | ------ |
| 2004 | Marlena Shaw, Ty, Norman Jay, Nicola Conte, The Five Corners Quintet, Jazzanova, Seiji (Bugz in the Attic) et Nuspirit Helsinki | [ 2 ]  |
| 2005 | Omar, Husky Rescue, Marva Whitney, Mark Murphy | [ 3 ]  |
| 2006 | José González, Gravenhurst, Candi Staton, TV-resistori, Aavikko | [ 4 ]  |
| 2007 | !!!, Nicole Willis, Architecture in Helsinki, Op:l Bastards, Risto, Jori Hulkkonen, Pepe Deluxé, Terry Callier, The Valkyrians | [ 5 ]  |
| 2008 | Cut Copy, Kings of Convenience, Crystal Castles, 22-Pistepirkko, The Roots, Sébastien Tellier, Múm, Huoratron | [ 6 ]  |
| 2009 | Lily Allen, Kraftwerk, Vampire Weekend, Grace Jones, White Lies, Yann Tiersen, Final Fantasy, Fever Ray | [ 7 ]  |
| 2010 | The Chemical Brothers, LCD Soundsystem, Big Boi, Air, M.I.A., Robyn, The xx, Ulver, Beach House | [ 8 ]  |
| 2011 | Kanye West. Muita esiintyjiä olivat muun muassa Mogwai, Röyksopp, Ariel Pink's Haunted Graffiti, Midlake, Warpaint, Asa Masa, Poutatorvi, Hercules & Love Affair, Empire of the Sun, The Human League, Iron & Wine, The Pains of Being Pure at Heart, Desto, Jimi Tenor, Jori Hulkkonen                                                          | [ 9 ]  |
| 2012 | Björk, Bon Iver, Lykke Li, Yann Tiersen, The Black Keys, Feist, Frank Ocean, Flying Lotus, Ane Brun Jukka Poika, Phantom, Manna, Gracias, Motelli Skronkle, Nicole Willis, The Soul Investigators, Huoratron, Verneri Pohjola Quartet, Desto, Pekka Airaksinen, Yön syke feat, Jaakko Eino Kalevi, Kuusumun Profeetta, Pepe Deluxé, French Films | ,      |
| 2013 | Nick Cave & The Bad Seeds, Alicia Keys, Kendrick Lamar, Kraftwerk, Public Enemy, Cat Power, The Knife, My Bloody Valentine, Beach House, Cody Chesnutt | [ 12 ] |
| 2014 | OutKast, The National, Manic Street Preachers, Janelle Monáe, Skrillex | [ 13 ] |
| 2015 | Major Lazer, Pet Shop Boys, Beck, Florence and the Machine |        |
| 2016 | Sia, Morrissey, New Order, Iggy Pop. |        |
| 2017 | Aphex Twin, Lana Del Rey, London Grammar, Roy Ayers, Skott, The xx, Alma, Frank Ocean | [ 14 ] |
| 2018 | Kendrick Lamar, Arctic Monkeys, Patti Smith, Lauryn Hill, St. Vincent, Charlotte Gainsbourg, Lykke Li, Fleet Foxes | [ 15 ] |
| 2019 | The Cure, Solange, Tame Impala, Robyn, Modeselektor, Mitski, Tove Lo | ,      |
| 2020 | Annulé à cause de pandémie. | [ 19 ] |
| 2021 | prévu du 13 août 2021 au 15 août 2021 |        |